# Globo estratosférico

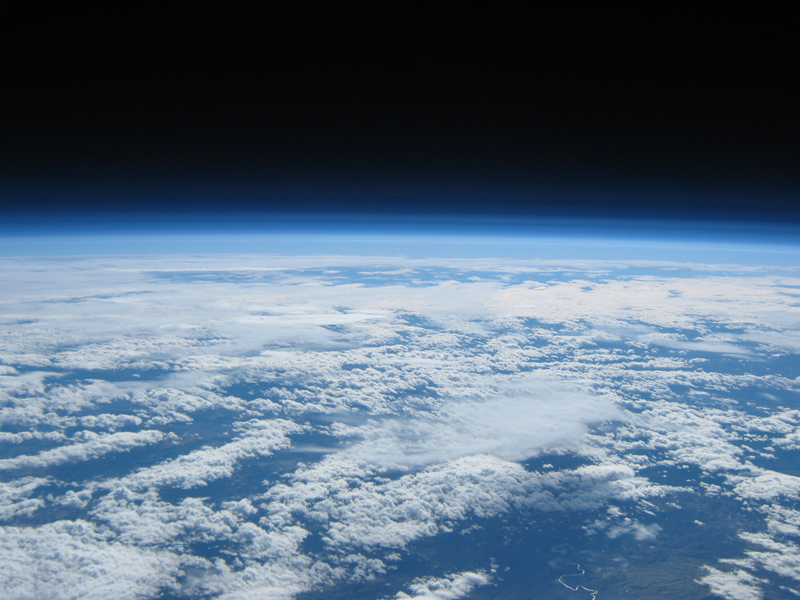
Fotografía tomada aproximadamente a 30 km sobre Oregón, Estados Unidos, con un globo meteorológico de 1500 gramos

Un globo estratosférico o globo de gran altitud (High altitude balloon o HAB en inglés) es un globo tripulado o no tripulado, generalmente lleno de helio o hidrógeno, que se libera en la estratosfera, alcanzando generalmente entre 18 y 37 km (11 y 23 millas; 59 000 y 121 000 pies) sobre el nivel del mar. En 2002, un globo llamado BU60-1 alcanzó una altitud récord de 53,0 km (32,9 millas; 173 900 pies).
El tipo más común de globos de gran altitud son los globos meteorológicos. Otros propósitos incluyen el uso como plataforma para experimentos en la atmósfera superior. Los globos modernos generalmente contienen equipos electrónicos como transmisores de radio, cámaras o sistemas de navegación por satélite, como receptores GPS.
Estos globos se lanzan a lo que se denomina "espacio cercano" (near space en inglés), definido como el área de la atmósfera terrestre entre el límite de Armstrong (18 a 19 km (11 a 12 millas) sobre el nivel del mar), donde la presión cae hasta el punto de que un ser humano no puede sobrevivir sin un traje presurizado, y la línea Kármán (100 km (62 millas) sobre el nivel del mar), donde la astrodinámica debe reemplazar a la aerodinámica para mantener el vuelo.
Debido al bajo costo del GPS y los equipos de comunicaciones, los globos aerostáticos a gran altitud son un pasatiempo popular, y organizaciones como UKHAS ayudan en el desarrollo de cargas útiles.

## Historia

### El primer globo de hidrógeno
En Francia, durante 1783, el primer experimento público con globos llenos de hidrógeno involucró a Jacques Charles, un profesor francés de física, y los hermanos Robert, renombrados constructores de instrumentos de física.
Charles proporcionó grandes cantidades de hidrógeno, que anteriormente solo se había producido en pequeñas cantidades, mezclando 540 kg (1190 lb) de hierro y 270 kg (600 lb) de ácido sulfúrico. El globo, llamado Charlière, tardó 5 días en llenarse y fue lanzado desde Champ de Mars en París, donde se reunieron 300.000 personas para ver el espectáculo. El globo fue lanzado y se elevó a través de las nubes. La expansión del gas hizo que el globo se rompiera y descendiera 45 minutos después a 20 km (12 millas) de París.

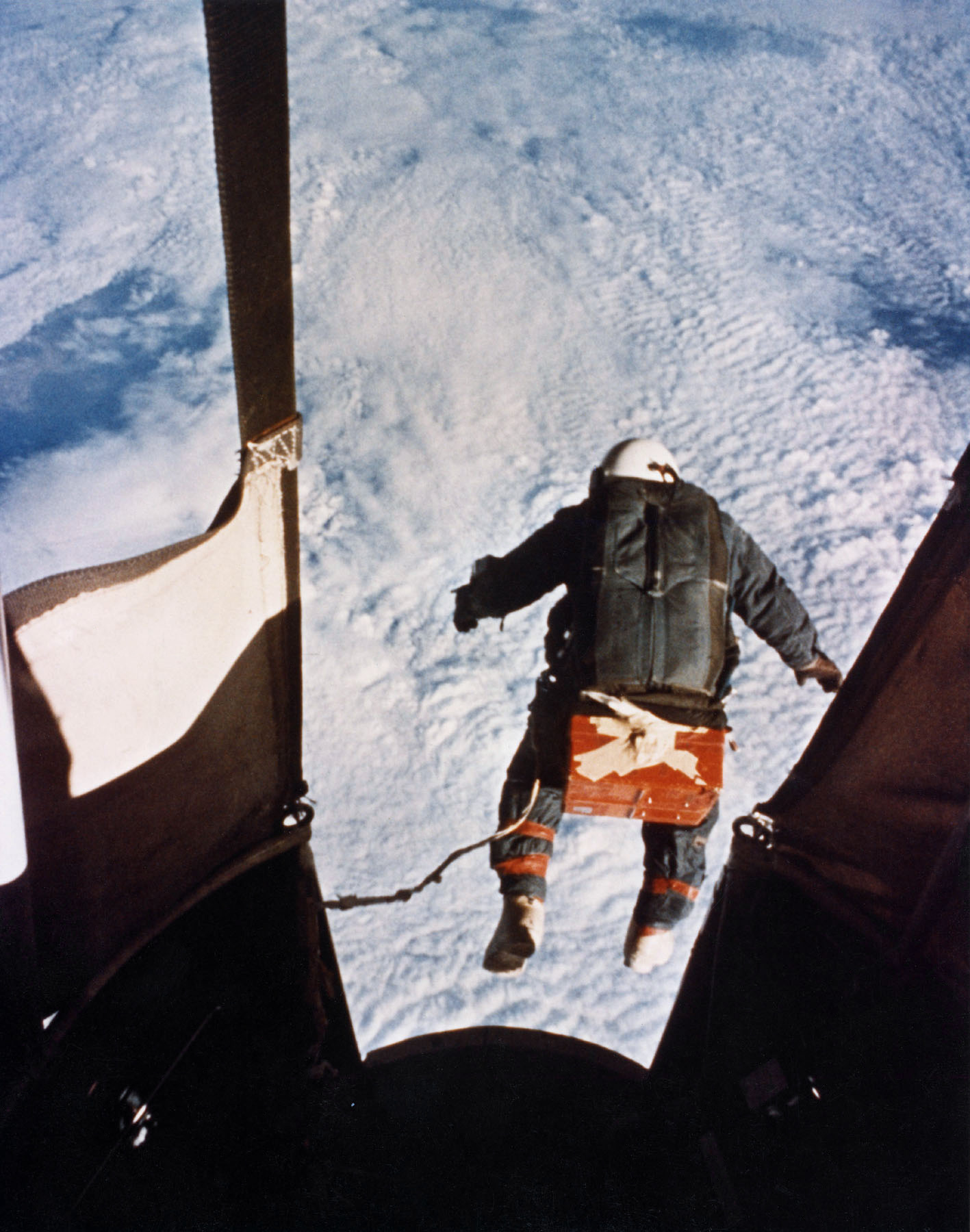
Joe Kittinger saltando desde la góndola del Excelsior III.

### Globos de gran altura tripulados
Los globos tripulados de gran altitud se han utilizado desde la década de 1930 para la investigación y en la búsqueda de registros de altitud de vuelo. Los vuelos en globo tripulados a gran altitud notables incluyen tres récords establecidos para el paracaidismo más alto, el primero establecido por Joseph Kittinger en 1960 a 31,300 m para el Proyecto Excelsior, seguido por Felix Baumgartner en 2012 a 38,969 m para Red Bull Stratos y más recientemente Alan Eustace en 2014 en 41.419 m.

## Usos

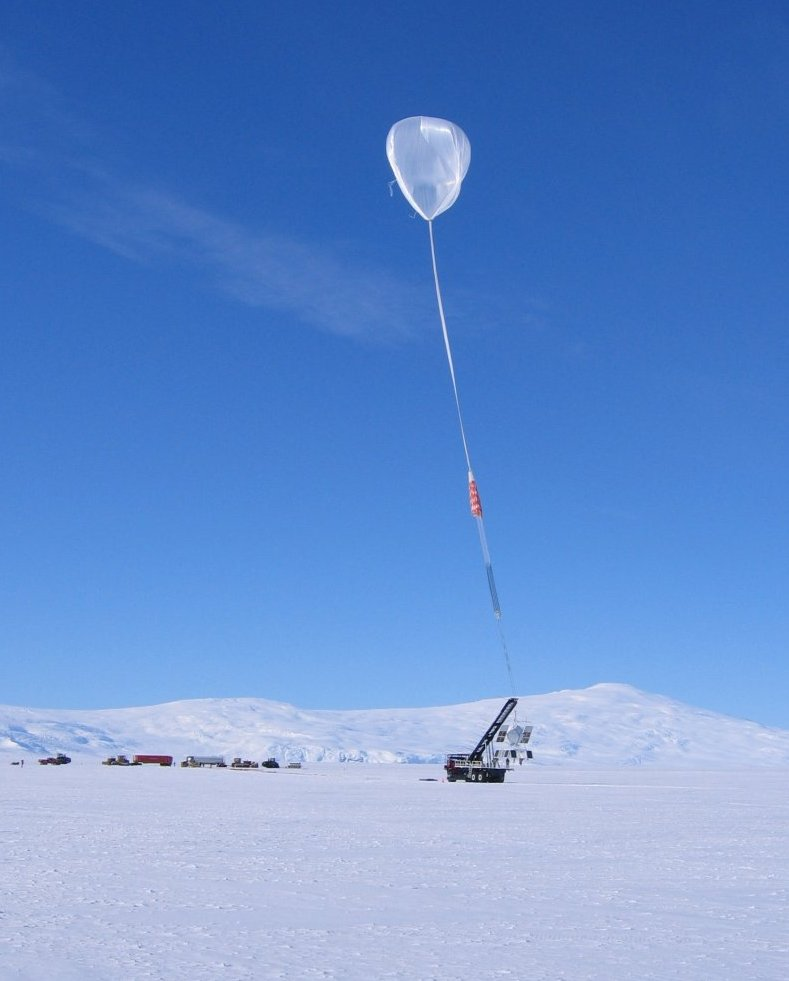
Lanzamiento del globo-experimento ATIC (Advanced Thin Ionization Calorimeter) para detectar rayos cósmicos sobre la Antártida.

Los globos de gran altitud sin tripulación se utilizan como globos de investigación, con fines educativos y por aficionados. Los usos comunes incluyen meteorología, investigación atmosférica y climática, recopilación de imágenes del espacio cercano, aplicaciones de radioaficionados y astronomía submilimétrica.
Se han considerado los globos de gran altitud para su uso en telecomunicaciones y turismo espacial. Empresas privadas como Zero 2 Infinity, Space Perspective, Zephalto y World View Enterprises están desarrollando globos de gran altura con y sin tripulación para la investigación científica, fines comerciales y turismo espacial. Se han propuesto estaciones de plataforma a gran altitud para aplicaciones tales como retransmisiones de comunicaciones.

## Globos estratosféricos amateur

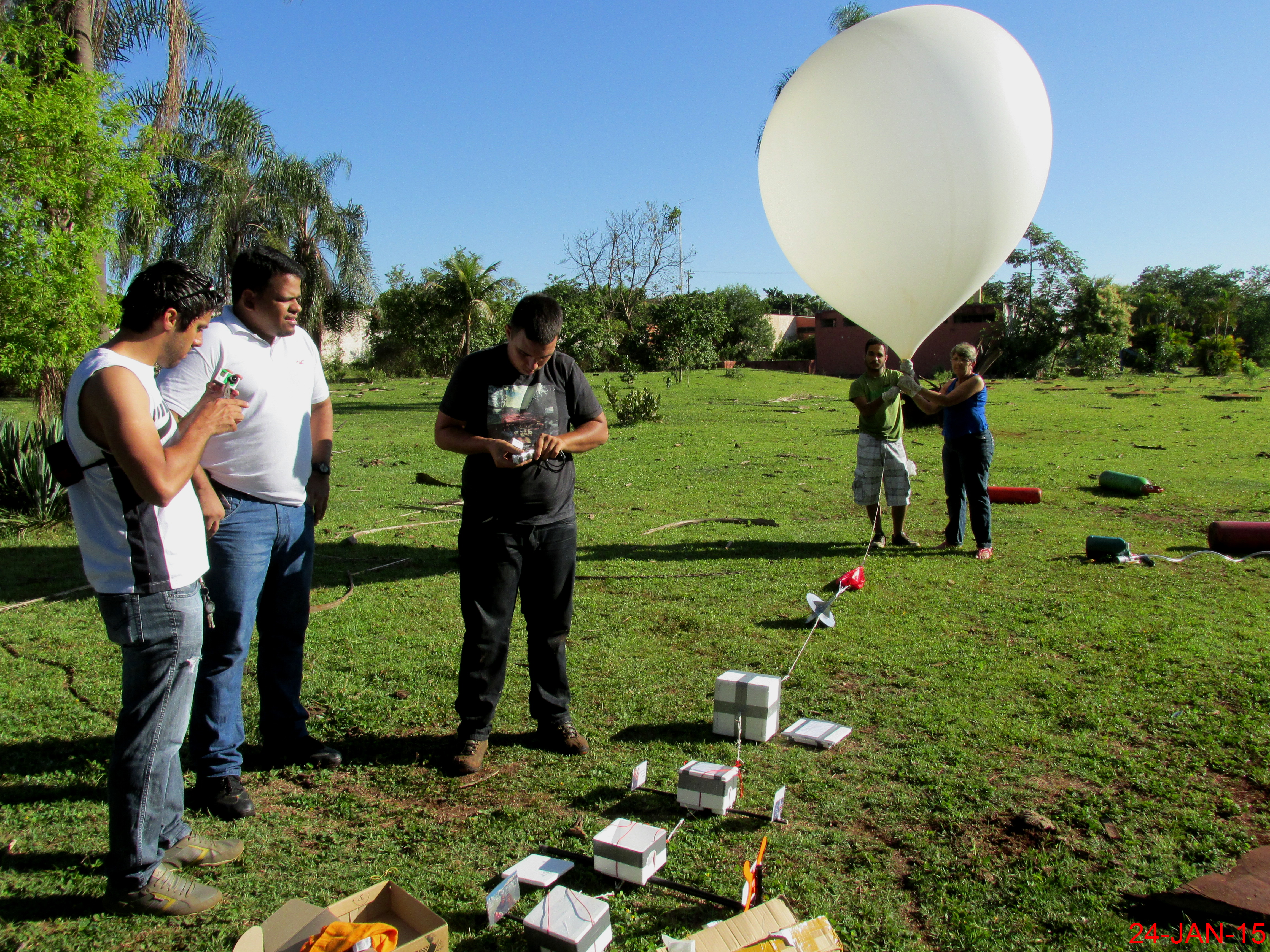
Preparativos antes de lanzar un globo estratosférico.

### Radioaficionados
Probar el alcance de la radio suele ser un componente importante de estos pasatiempos. La radioafición se usa a menudo con la radio por paquetes para comunicarse con 1200 baudios, usando un sistema llamado Sistema automático de informes de paquetes de regreso (Automatic Packet Reporting System) a la estación terrestre. Los paquetes más pequeños llamados rastreadores micro o pico también se construyen y ejecutan bajo globos más pequeños. Estos rastreadores más pequeños han usado código Morse, Field Hell y RTTY para transmitir sus ubicaciones y otros datos.
Los primeros lanzamientos de globos a gran altitud registrados por radioaficionados tuvieron lugar en Finlandia por el programa Ilmari el 28 de mayo de 1967 y en Alemania en 1964.

### BalloonSats

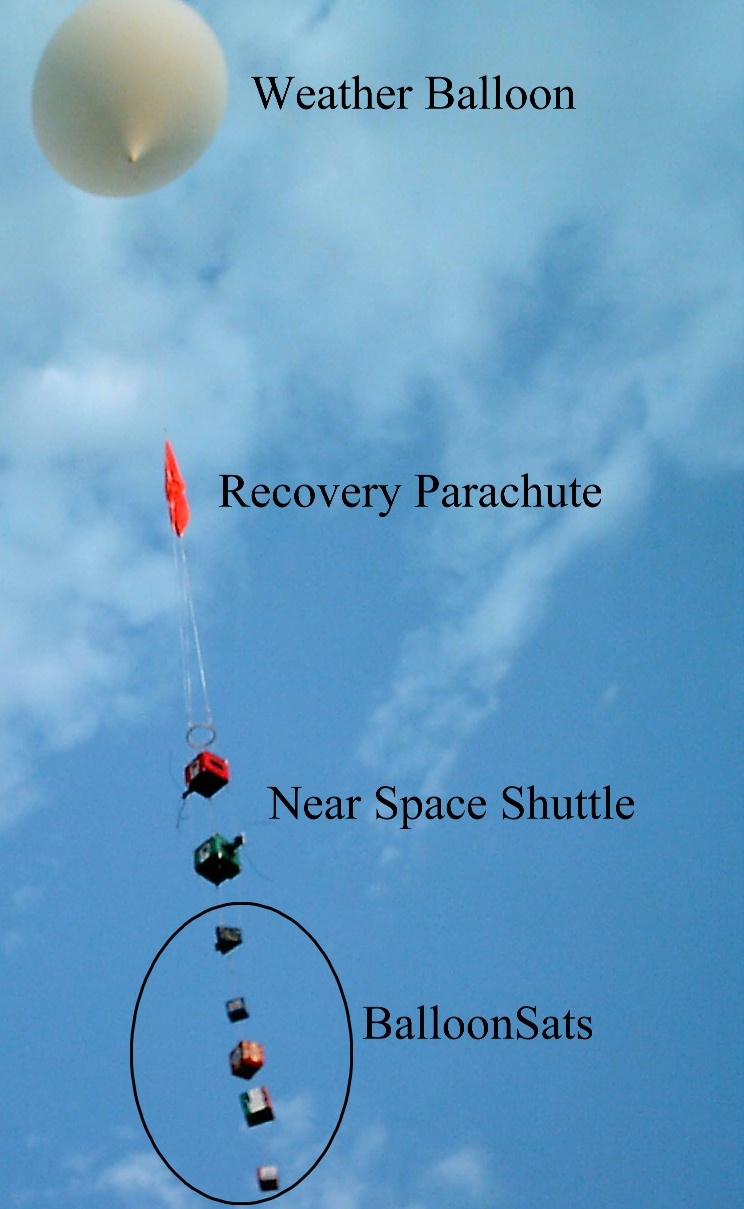
Imagen de cinco BalloonSats después del lanzamiento.

Un BalloonSat (del inglés balloon, globo, y sat, abreviatura de satélite) es un globo aerostático sencillo diseñado para transportar experimentos livianos al espacio cercano. Si bien se los denomina «satélites», no lo son en el sentido estricto de su definición como cuerpo que gira alrededor de un planeta.
Se han popularizado como forma de presentación de los principios de ingeniería en institutos y universidades.  National Space Grant College and Fellowship Program (Space Grant) inició el programa BalloonSat en agosto de 2000. Fue creado como una forma práctica de presentar a los nuevos estudiantes de ciencias e ingeniería interesados en los estudios espaciales algunas técnicas fundamentales de ingeniería, habilidades de trabajo en equipo y los conceptos básicos de las ciencias espaciales y terrestres. El programa BalloonSat es parte de un curso impartido por Space Grant en la Universidad de Colorado en Boulder.
Generalmente, el diseño de un BalloonSat ha de adecuarse a las limitaciones de peso y volumen. Estas limitaciones fomentan las buenas prácticas de ingeniería, ya que presentan un desafío y permiten la utilización de muchos BalloonSats en vuelos amateur de gran altitud. El material de la sonda es casi siempre espuma o poliestireno, ya que son materiales ligeros, fáciles de manejar y proporcionan un aislamiento razonable.[cita requerida]
Los BalloonSats suelen llevar experimentos adicionales, como insectos en cautividad y comida.[cita requerida]
Antes de su lanzamiento, la mayoría de los BalloonSats están obligados a someterse a unas pruebas. Estas pruebas están diseñadas par asegurar que el BalloonSat funcione correctamente y sea adecuado en función de los resultados que se desean obtener. Entre las pruebas se incluyen baños fríos, ensayos de caídas, tests de funcionamiento y de peso. La prueba del baño frío simula las bajas temperaturas a las que el BalloonSat estará expuesto durante su misión. El lanzamiento y el aterrizaje pueden ser forzosos, por ello el ensayo de caídas requiere que el globo pueda seguir funcionando después de una caída fuerte. El test de funcionamiento verifica que la tripulación del BalloonSat puede preparar el globo en el lugar de lanzamiento.[cita requerida]